# Шьопинг
Шьопинг (на шведски: Köping, правопис по правилата за транскрипции до 1995 г. Чьопинг) е град в централна Швеция, лен Вестманланд. Главен административен център на едноименната община Шьопинг. Разположен е около река Кьолстаон. Намира се на около 180 km на северозапад от столицата Стокхолм и на 36 km на югозапад от Вестерос. Основан е през 13 век. Получава статут на град на 19 януари 1474 г. Има жп гара и летище. Населението на града е 17 743 жители според данни от преброяването през 2010 г.

## Личности
В Шьопинг е живял и работил химикът Карл Вилхелм Шееле.